# Troels Kløvedal og Nordkaperen i det Indiske Ocean - På togt i det Røde Hav
|  | Denne artikel er oprettet af botten PalnaBot ud fra en ekstern database. Den kan derfor have sproglige fejl eller mangler. Denne skabelon kan fjernes efter kontrol af indholdet. |

Troels Kløvedal og Nordkaperen i det Indiske Ocean - På togt i det Røde Hav er en dokumentarfilm instrueret af Ulrik Bolt Jørgensen efter manuskript af Troels Kløvedal, Ulrik Bolt Jørgensen.

## Handling
Sjette dag i søen, Aden-golfen, cirka 12 grader nordlig bredde og 44 grader øst, og kursen er stik vest mod Afrika, ikke så megen vind, fire knob, gråvejr - og en forkølet skipper. Der er skiftet besætning, og Troels Kløvedal har blandt andre fået sønnen Mikkel og forfatteren Ib Michael med om bord. I Eritrea oplever de venlighed og humor i det tidligere krigshærgede land, der udkæmpede en brutal og ødelæggende krig uden de vestlige mediers bevågenhed. De dykker og fanger fisk, og Ib Michael fortæller om jagtens etik og dykningens glæder. Undervejs må der søges nødhavn, og der skiftes igen besætning, før Nordkaperen igen sætter kurs mod nye mål.